# Вітя (серіал)
«Вітя» — 12-серійний український комедійно-драматичний серіал, створений на замовлення Київстар ТБ спільно з Film.ua Group. Прем’єра запланована на 1 вересня 2025 року. Серіал розповідає про молодого автослюсаря Вітю з Лубен, який мріє стати психологом у Києві. Його нестандартний підхід до консультування — порівняння людської психіки з будовою автомобіля — робить його місцевою знаменитістю. Серіал є першим оригінальним проєктом стримінгової платформи Київстар ТБ  та заснований на однойменному короткометражному фільмі, який у 2023 році став найкращою дипломною роботою Української кіношколи й здобув нагороду в номінації «Східноєвропейське короткометражне кіно» на фестивалі European Short Awards.
Режисером виступив Максим Сусіда. Головну роль зіграв актор Віктор Дуфинець.

## Сюжет
Вітя — молодий автослюсар з Лубен, який нещодавно заочно отримав диплом психолога. Його мрія — поїхати до Києва й стати професійним психологом, але поки що він працює на «Сімейному СТО Василенків», яке належить його батькові. Натомість батько скептично ставиться до психології, вважаючи її марною.
Усе змінюється, коли Вітя випадково допомагає своєму другу розв’язати особисту проблему. Він використовує нестандартний підхід: пояснює психологічні процеси через аналогії з автомобілями. Його метод працює, і поступово він починає консультувати інших клієнтів прямо на СТО. Новина про «автослюсаря-психолога» швидко шириться містом, і люди приходять до нього з різними життєвими питаннями.
Однак стикатися доводиться не лише з чужими проблемами, а й зі своїми. Вітя опиняється перед непростим вибором: залишитися в рідному місті, де він уже став потрібним людям, чи вирушити до Києва, щоб здійснити свою мрію.

## У ролях
У зйомках серіалу брали участь:
- Віктор Дуфинець — Вітя
- Сергій Солопай — Батя
- Владислав Мелешко — Льоха
- Олесь Терновий — Локоть
- Ірина Грищенко — Вчителька
- Юрій Гребельник — Професор
- Тетяна Вашневська — Мама Віті
- Вадим Лисяний — Мовчун
- Людмила Загорська — Віка
- Катерина Рубашкіна — Руса
- Максим Нікітін — Вусач
- Костянтин Данилюк — Міхалич
- Наталія Єфремова — Дружина Міхалича
- Артем Мартинішин — Пузо
- Валентина Бондарук — Журналістка

## Творчий колектив
Автори сценарію — Максим Сусіда, Катерина Холоденко, Віктор Дуфинець
Режисер-постановник — Максим Сусіда
Художник-постановник — Павло Железняк
Оператор-постановник — Сергій Грабльов
Художниця з костюмів — Ольга Кожина
Художниця з гриму — Олена Клещова

## Виробництво
«Вітя» є оригінальним 12-серійним українським комедійно‑драматичним серіалом, створеним студією FILM.UA на замовлення стримінгової платформи Київстар ТБ у рамках угоди з FILM.UA Group. Зйомки відбувалися виключно на реальних урбаністичних локаціях Києва та Київської області — від станції технічного обслуговування (СТО) до промислових і житлових районів.
Виробничий бюджет серіалу становить близько 1 млн доларів за серію (без урахування маркетингових витрат і супутніх ресурсів), що відповідає середнім ринковим показникам для українських високоякісних телепроєктів. Серіал став першим власним драмеді платформи Київстар ТБ.
Саундтрек до серіалу створили український гурт Adam та співачка KOLA. У серпні 2025 року артисти представили трек «По-любому все буде кльово». Пісню можна почути у головній заставці «Віті», а також у ключових епізодах історії.